# Ефект на Дрост
Ефектът на Дрост представлява клас от специфична изобразителна рекурсия. В хералдиката този ефект е известен с израза на френски: mise en abîme – „поставяне в бездната, поставяне във вечността“). Изображенията, които показват ефекта на Дрост, включват вътре в себе си умалена (редуцирана) версия на същата творба на някое логично място, която на свой ред включва в себе си място със същата картинка, още по-малка по размер, и така едно след друго.
Тези вписвания на редукции вътре една в друга може да се продължат само на теория, защото на практика процесът е ограничен от параметрите на техниката за печат, използвана за тези образи, тъй като всяко повторение намалява експоненциално мащаба на изображението. Това е визуален пример за странна въртележка, автореферентна система за геометрично възпроизвеждане (по-точно мултиплициране) при предаване на цифровите изображения (на английски: geometry instancing).
Ефектът носи името на кутии какао на прах Droste, известна холандска търговска марка, на която е изобразена медицинска сестра с поднос, на който има чаша горещо какао и кутия от продукта със същата картинка. Изображението датира от 1904 и с леки вариации се запазва през десетилетията, като става нарицателно. По-широката употреба на понятието се свързва с поета и журналист Nico Scheepmaker и датира от 1970-те.